# Широкоухи љиљак
Широкоухи љиљак (лат. Barbastella barbastellus) је сисар из реда слепих мишева (Chiroptera) и породице вечерњака (Vespertilionidae).

## Распрострањење
Ареал широкоухог љиљка обухвата већи број држава у Европи. Врста је присутна у следећим државама: Мароко, Русија, Шведска, Пољска, Немачка, Шпанија, Италија, Србија, Грчка, Мађарска, Румунија, Украјина, Белорусија, Данска, Уједињено Краљевство, Ирска, Португал, Босна и Херцеговина, Бугарска, Француска, Андора, Сан Марино, Холандија, Црна Гора, Македонија, Лихтенштајн, Литванија, Луксембург, Летонија, Словачка, Словенија, Чешка, Хрватска, Молдавија, Монако, Јерменија, Аустрија, Азербејџан, Грузија. Присуство је непотврђено у Норвешкој, Турској и Сенегалу, а врста је можда изумрла у Белгији.

## Станиште
Станишта врсте су шуме и пећине.

## Угроженост
Ова врста је на нижем степену опасности од изумирања, и сматра се скоро угроженим таксоном.